# Dariusz Czekaj
 Dariusz Franciszek Czekaj  (ur. 5 lipca 1977 w Rzeszowie) – generał brygady Wojska Polskiego; doktor nauk socjologii; dowódca 5 batalionu Strzelców Podhalańskich (2012–2016); od 2019 zastępca dowódcy 1 Warszawskiej Brygady Pancernej; od 11 września 2023 dowódca 12 Brygady Zmechanizowanej.

## Przebieg służby wojskowej
We wrześniu 1997 podjął studia wojskowe jako podchorąży w Wyższej Szkole Oficerskiej im. Tadeusza Kościuszki, które ukończył w 2001 uzyskując dyplom inżyniera – dowódcy. Został promowany na pierwszy stopień oficerski – podporucznika. W 2001 był skierowany do Rzeszowa, gdzie objął funkcję dowódcy plutonu w 1 batalionie Strzelców Podhalańskich z 21 Brygady Strzelców Podhalańskich. Od 2004 do 2006 pełnił służbę na stanowisku szefa sekcji operacyjnej w 21 batalionie dowodzenia z 21 BSP w Rzeszowie.
W latach 2003–2004 pełnił służbę w ramach IX i X zmiany w Polskim Kontyngencie Wojskowym w Kosowie na stanowisku oficera rozpoznania. Jego trzecia misja była w latach 2005–2006, gdzie pełnił służbę na stanowisku dowódcy kompanii podczas V zmiany Polskiego Kontyngentu Wojskowego w Iraku. W 2006 po powrocie z misji został wyznaczony na stanowisko dowódcy kompanii piechoty górskiej 1bsp w Rzeszowie. W latach 2007–2008 był dowódcą kompanii podczas misji IX zmiany w PKW Irak. W 2009 ukończył podyplomowe studia operacyjno-taktyczne w Akademii Obrony Narodowej, po czym został służbowo skierowany do 1 Dywizji Zmechanizowanej, gdzie zajmował stanowiska sztabowe. W 2010 pełnił służbę podczas VII zmiany Polskiego Kontyngentu Wojskowego w Afganistanie na stanowisku szefa sztabu zgrupowania bojowego. Następnie pełnił służbę w Dowództwie 2 Korpusu Zmechanizowanego. 12 października 2012 został skierowany do Przemyśla, gdzie objął funkcję dowódcy 5 batalionu Strzelców Podhalańskich. W dniach 24–25 października 2013 w Przemyślu zorganizował obchody 95 rocznicy utworzenia garnizonu Przemyśl. 27 listopada 2014 jako dowódca 5 bsp złożył meldunek o zadaniach i strukturze jednostki ministrowi obrony narodowej Tomaszowi Siemoniakowi, który przebywał z wizytą w garnizonie Przemyśl. 
W 2016 po ukończeniu Wyższego Kursu Operacyjno – Strategicznego w Akademii Obrony Narodowej został wyznaczony na stanowisko szefa pionu – zastępcy szefa sztabu Dowództwa Wielonarodowej Brygady LITPOLUKRBRIG. W dniach 5–19 listopada 2017 był szefem dowództwa szczebla nadrzędnego (HICON) ćwiczenia dowódczo-sztabowego wspomaganego komputerowo „Maple Arch 17”, które odbyło się na terenie Ośrodka Szkolenia Poligonowego Wojsk Lądowych Dęba. Od roku 2019 był na stanowisku zastępcy dowódcy 1 Warszawskiej Brygady Pancernej, a następnie objął funkcję zastępcy szefa sztabu ds. planowania w Dowództwie 18 Dywizji Zmechanizowanej. W 2019 uzyskał stopień doktora socjologii na Uniwersytecie Rzeszowskim. W 2023 ukończył podyplomowe studia polityki obronnej „Eisehower  School” w Narodowym Uniwersytecie Obrony (National Defense University) w Waszyngtonie. 
29 sierpnia 2023 minister obrony narodowej Mariusz Błaszczak wyznaczył go na funkcję dowódcy 12 Brygady Zmechanizowanej z dniem objęcia stanowiska 11 września 2023. W dniu 7 listopada 2023 został awansowany do stopnia generała brygady. Akt mianowania odebrał 9 listopada 2023 z rąk prezydenta Rzeczypospolitej Polskiej Andrzeja Dudy. Interesuje się łowiectwem, fotografią, kolekcjonuje naszywki wojskowe.

## Awanse
- podporucznik – 2001[2]

(...)
- generał brygady – 9 listopada 2023[18] (data odebrania awansu)

## Ordery, odznaczenia i wyróżnienia
- Brązowy Medal za Długoletnią Służbę – 2015[19]
- Gwiazda Iraku
- Gwiazda Afganistanu
- Złoty Medal „Za zasługi dla obronności kraju” – 2016[20]
- Odznaka tytułu honorowego „Zasłużony Żołnierz Rzeczypospolitej Polskiej” II Stopnia (Srebrna) – 2014[21]
- Odznaka Honorowa Wojsk Lądowych
- Medal „Zawsze Wierni Ojczyźnie” – 2012[22]
- Srebrna odznaka „Za Zasługi dla Związku Żołnierzy Wojska Polskiego” – 2014[23]
- Odznaka Skoczka Spadochronowego Wojsk Powietrznodesantowych – 1999
- Wojskowa Odznaka Sprawności Fizycznej I stopnia – 2001
- Odznaka pamiątkowa 5 batalionu Strzelców Podhalańskich – 2012, ex officio
- Odznaka pamiątkowa 12 Brygady Zmechanizowanej – 2023, ex officio

i inne 